# Blåbandsstiftelsen
Blåbandsstiftelsen (Sininauhasäätiö) är en finländsk hjälporganisation på kristen grund som erbjuder stöd till hemlösa.
Blåbandsstiftelsen driver dagcenter för hemlösa i Helsingfors, Vanda, Esbo och Tusby samt en källarkyrka i Helsingfors. På senare år har man även välkomnat bostadslösa att fira midsommar med bastubad..
Stiftelsen äger det sociala företaget Blåbandsstiftelsen AB som tillhandahåller boenden och stöd åt hemlösa, missbrukare och psykiskt sjuka.
Blåbandsstiftelsen ger ut tidningen Kujalla och är medlem av Blåbandsförbundet samt Finlands social- och hälsoförbund (SOSTE). 